# خطر طنز
خطر طنز (انگلیسی: Humor Risk) یک فیلم کوتاه کمدی گمشده به کارگردانی ریچارد اسمیت است که در سال ۱۹۲۱ منتشر شد. این اثر، نخستین فیلم برادران مارکس محسوب می‌شود. 
اطلاعات اندکی از موضوعِ فیلم‌نامه این فیلم در دسترس است و ۴ نفر از ۵ برادر مارکس در آن نقش‌آفرینی کردند. بیشتر منابع موجود، بازیگرِ اصلیِ نقشِ زن را جوبینا رالستون می‌دانند؛ چرا که در تصویری به‌جامانده از فیلم، چهرهٔ بازیگرِ زن، بیشترین شباهت را به چهرهٔ او دارد. مطابق دو منبع سینمایی، بازیگرِ نقش اصلی زن در این فیلم اِستر رالستون یا هلن کِـین بوده‌است. اِستر رالستون شباهت‌های زیادی به دختری دارد که در عکس‌های باقی‌مانده از مراحل تولید به‌دست آمده، اما او هرگز در مصاحبه‌هایش به همکاری با برادران مارکس اشاره نکرد. هلن کِـین در آن دوران، خواننده و رقصندهٔ شناخته‌شده‌ای بود، اما هیچ‌یک از برادران مارکس به نام او اشاره‌ای نکردند که تردید زیادی دربارهٔ صحتِ حضورِ او در این فیلم ایجاد می‌کند. برخی منابع نوشته‌اند که میلدرد دیویس (همبازی و همسر آیندهٔ هارولد لوید) هم در فیلم بازی کرده‌است. با این حال، این ادعا توسط یک پژوهشگر سینما رد شد که معتقد بود گروچو مارکس (که در زندگی‌نامه‌اش از میلدرد دیویس یاد کرده‌است) در دوران پیری‌اش دچار ضعف حافظه بوده و در به‌خاطر آوردن عوامل فیلم‌هایش در سال‌های پیشین، دچار اشتباه شده‌است. مسئله دیگری که این موضوع را رد می‌کند، این حقیقت است که طبق منابع، میلدرد دیویس در آن هنگام بسیار جوان بود.